# Placówka Straży Granicznej I linii „Gierłoż”

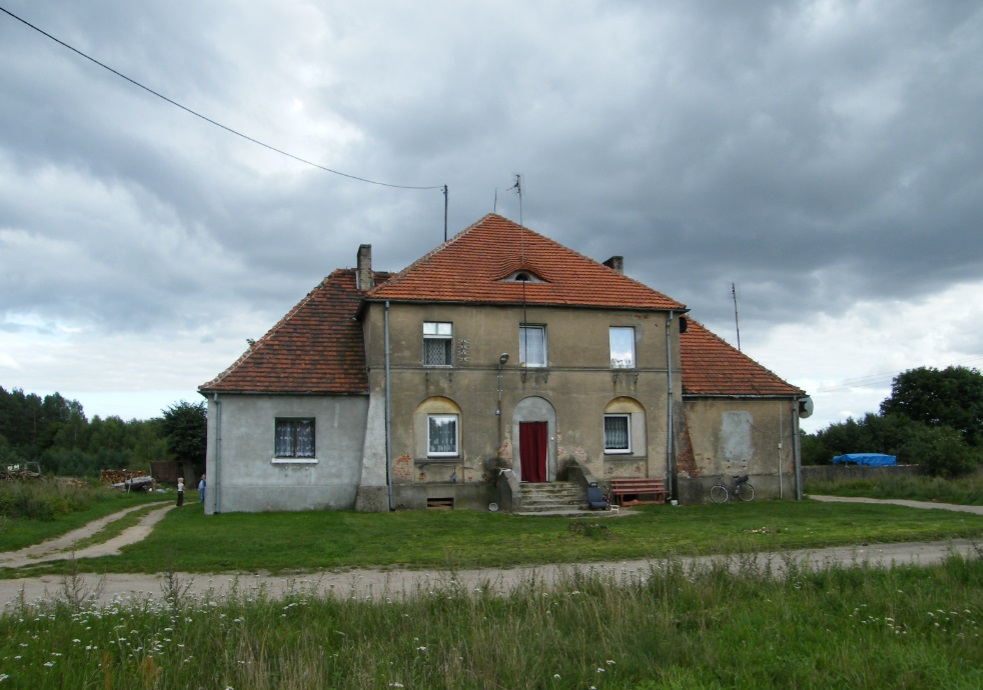
Budynek placówki SG Zielkowo

Placówka Straży Granicznej I linii „Gierłoż” – jednostka organizacyjna Straży Granicznej pełniąca służbę ochronną na granicy polsko-niemieckiej w okresie międzywojennym.

## Geneza
Na wniosek Ministerstwa Skarbu, uchwałą z 10 marca 1920 roku, powołano do życia Straż Celną. Od połowy 1921 roku jednostki Straży Celnej rozpoczęły przejmowanie odcinków granicy od pododdziałów Batalionów Celnych. Proces tworzenia Straży Celnej trwał do końca 1922 roku. Placówki Straży Celnej „Zielkowo” „Gierłoż” weszły w podporządkowanie komisariatu Straży Celnej „Lubawa” z Inspektoratu SC „Działdowo”.

## Formowanie i zmiany organizacyjne
Rozporządzeniem Prezydenta Rzeczypospolitej Polskiej Ignacego Mościckiego z 22 marca 1928 roku, do ochrony północnej, zachodniej i południowej granicy państwa, a w szczególności do ich ochrony celnej, powoływano z dniem 2 kwietnia 1928 roku  Straż Graniczną.
Rozkazem nr 1 z 12 marca 1928 roku w sprawach organizacji Mazowieckiego Inspektoratu Okręgowego Naczelny Inspektor Straży Celnej gen. bryg. Stefan Pasławski określił strukturę organizacyjną komisariatu SG „Lubawa”. Placówka Straży Granicznej I linii „Zielkowo” znalazła się w jego strukturze.
Rozkazem nr 9 z 18 października 1929 roku w sprawie reorganizacji Mazowieckiego Inspektoratu Okręgowego komendant Straży Granicznej płk Jan Jur-Gorzechowski określił numer i nową strukturę komisariatu. Rozkaz nie wymienia placówki SG I linii „Zielkowo”. W jej miejsce pojawia się Placówka Straży Granicznej I linii „Gerłoż” (w źródle Gierłosz Leśna).

## Służba graniczna
Sąsiednie placówki:
- placówka Straży Granicznej I linii „Pomierki” ⇔ placówka Straży Granicznej I linii „Rodzone” − 1928